# Amaranth (píseň)
Amaranth je singl od finské kapely Nightwish.

## Seznam skladeb

### CD1
1. „Amaranth“ – 3:57
2. „Reach“ – 3:57
3. „Eva“ (Orchestral Version) – 4:28
4. „While Your Lips Are Still Red“ – 4:22

### CD2
1. „Amaranth“ (Orchestral Version) – 3:51
2. „Eva“ (Demo Version) – 4:18